# 鍛冶屋ヴィーラント (ヒトラー)
『鍛冶屋ヴィーラント』（かじやヴィーラント、独：Wieland der Schmied）は、アドルフ・ヒトラーが1905年頃、 20代前半に作曲を試みた少年向けオペラである。
1907年から1908年にかけてヒトラーはウィーン美術アカデミーを二度受験したが不合格となった。この間、彼はリヒャルト・ワーグナーにますます惹かれるようになり、ナチズムの拡大に伴ってその関係は深まるばかりであった。
このオペラはワーグナーによる同名の未完成の台本に基づいている。
この作品の楽譜は、ヒトラーの幼馴染で指揮者のアウグスト・クビツェクが作成したピアノ・スケッチが1点だけ現存している。
クビツェックは1953年に発表した回想録 Adolf Hitler, mein Jugendfreund (アドルフ・ヒトラー 我が若き日の友)において、ヒトラーの「芸術の美しさ、高貴さ、偉大さに対する情熱」に驚嘆したと述べている。
この作品の手稿譜は、2021年にオーストリアのNordico美術館で開催された展覧会"Young Hitler: the Formative Years of a Dictator"（若き日のヒトラー：独裁者の形成期）において展示された。